# Kamennogorsk
Kamennogorsk (russisk: Каменного́рск), indtil 1948 kendt under sit finske navn Antrea (russisk: А́нтреа; finsk: Antrea; svensk: Sankt Andree) er en by i den europæiske del af Den Russiske Føderation. Den har et indbyggertal på 7.009 (2024) indbyggere.
Kamennogorsk ligger på Det Karelske Næs ved floden Vuoksi, der løber ud i søen Ladoga. Byen hørte til Finland indtil Anden Verdenskrig. Kamennogorsk ligger i Vyborg rajon i Leningrad oblast.